# Albanian Airlines

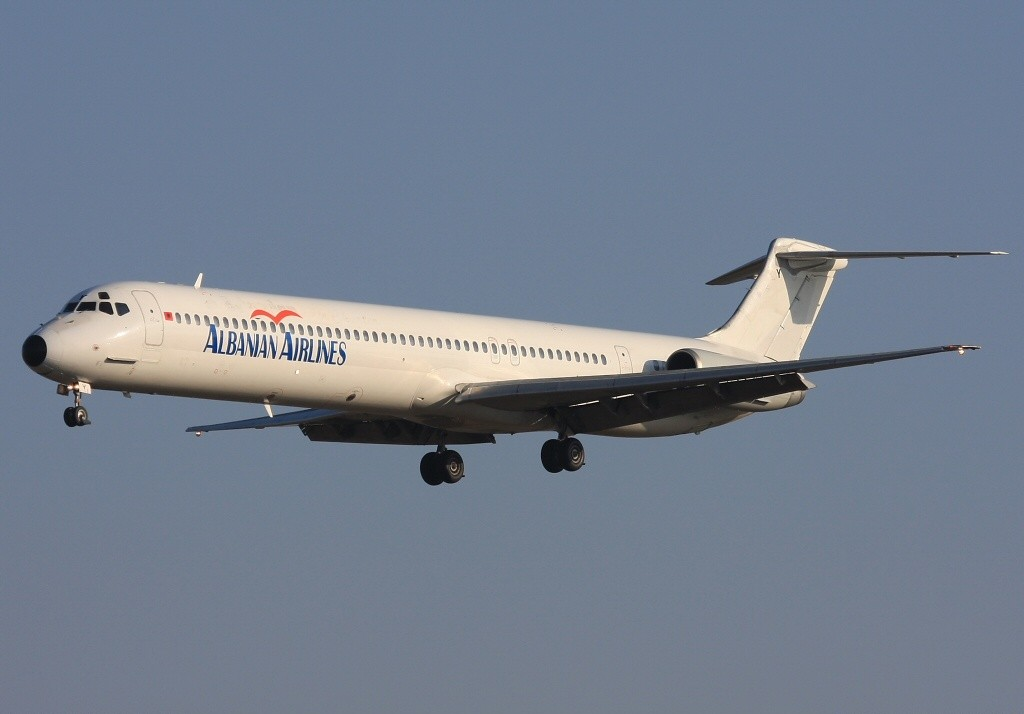
MD-82 авіакомпанії Albanian Airlines (реєстраційний LZ-LDY) в празькому аеропорту Рузіне

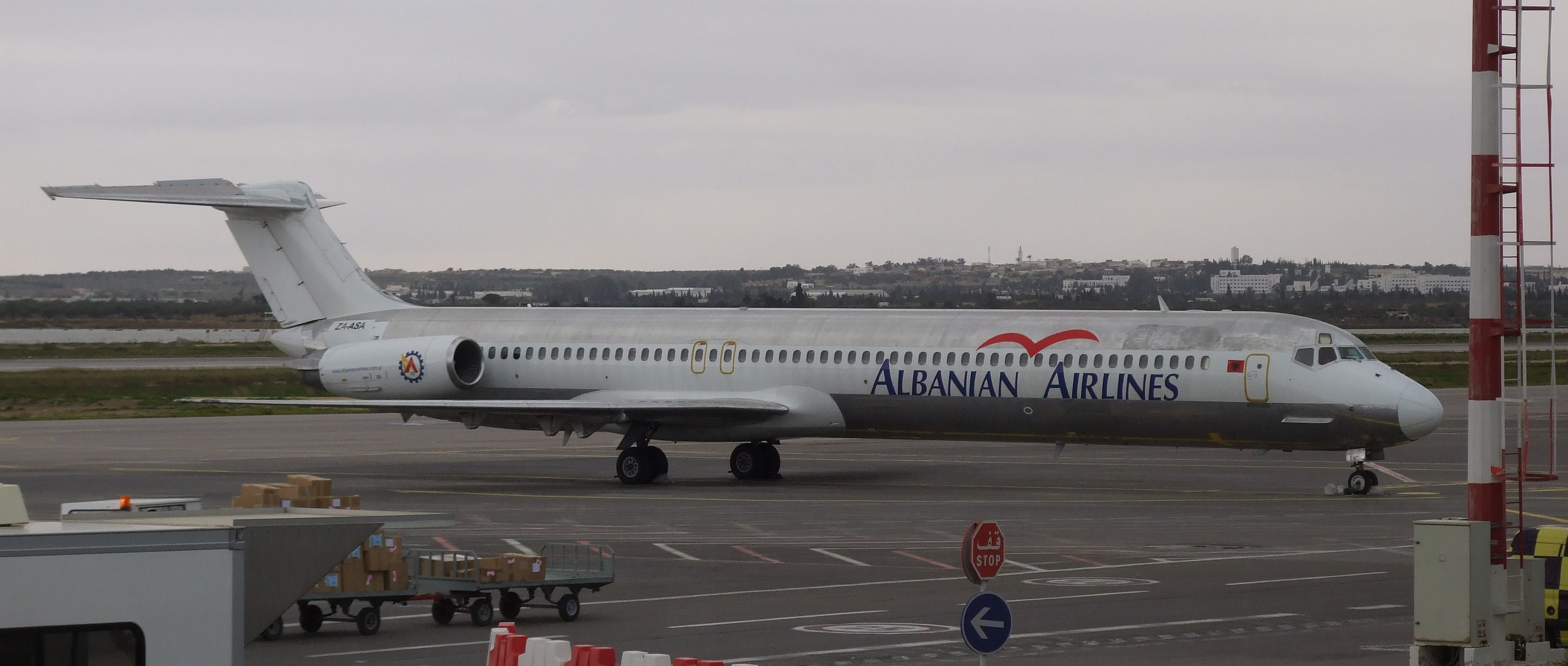
MD-82 авіакомпанії Albanian Airlines в міжнародному аеропорту Монастір імені Хабіба Бургібі

Albanian Airlines MAK, що діяла як Albanian Airlines — колишня невелика авіакомпанія Албанії зі штаб-квартирою у місті Тирана, яка працювала у сфері міжнародних регулярних перевезень з столиці країни. Портом приписки авіакомпанії був міжнародний аеропорт Тирани.
11 листопада 2011 року Албанське управління цивільної авіації відкликало ліцензію Albanian Airlines.

## Історія

### Заснування
Авіакомпанія Alberia Airlines була заснована в травні 1991 року. Через рік офіційна назва перевізника було змінено на чинне в даний час Albanian Airlines, після чого компанія почала надавати послуги регулярних пасажирських перевезень. Albanian Airlines створювалася у формі спільного підприємства між албанської державною компанією Albtransport та австрійської приватної авіакомпанія Tyrolean Airways, при цьому флот перевізника складався з одного літака De Havilland Canada Dash 8-102 з австрійською реєстрацією (OE-LLI). Лайнер експлуатувався канадськими пілотами та інженерами по ліцензії Tyrolean Airways аж до серпня 1994 року, коли австрійська компанія розірвала договір з Albanian Airlines і відкликала літак з операційного лізингу.

### Приватизація
У 1994 році Albanian Airlines була приватизована і перейшла у власність кувейтського конгломерату компаній M. A. Kharafi & Sons Group. Через три роки діяльність перевізника була повністю реструктуризована. До 1997 року Albanian Airlines експлуатувала один літак Airbus A320-231, взятий в оренду у єгипетській авіакомпанії Shorouk Air, а до 2001 року компанія працювала на чотирьох судах Ту-134, виконуючи регулярні пасажирські перевезення з Тирани в Болонью, Франкфурт, Стамбул, Приштину, Рим та Цюрих. У липні того ж року авіакомпанія поступово почала виведення з експлуатації літаки Ту-134, замінюючи їх на BAe 146. Модернізація флоту дозволила Albanian Airlines вийти на нові маршрути в Бельгії та Німеччині.
У серпні 2008 року авіакомпанія була придбана албанською інвестиційною групою «Advanced Construction Group (ACG), яка викупила всі 100 % власності перевізника у «M. A. Kharafi & Sons Group».

### Evsen Group
14 серпня 2009 року керівництво Albanian Airlines оголосило про здійснену операцію, згідно з якою 93 % власності авіакомпанії перейшло у спільний азербайджано-турецький холдинг «Evsen Group», і тільки 7 % залишилося у віданні албанської компанії «Advanced Construction Group».
Після зміни власника авіакомпанія провела фірмовий ребрендінг, змінила логотип, і отримала в оренду з словацької Air Slovakia два літаки Boeing 737 і один Boeing 757.
9 жовтня 2009 року Albanian Airlines оголосила про заплановане відкриття нових регулярних рейсів в Париж, Амстердам, Мілан, Рим, Афіни, Джидду, Пекін, а потім і в Сполучені Штати Америки. Всі плани залишилися нереалізованими внаслідок поганого фінансового становища авіакомпанії і подальшого відкликання орендованих повітряних суден в компанію Air Slovakia.

## Флот
Станом на січень 2011 року авіакомпанія Albanian Airlines експлуатувала наступні літаки, середній вік яких склав 22,5 років: